# 23. Klavierkonzert (Mozart)
Das 23. Klavierkonzert in A-Dur, KV 488 ist ein Klavierkonzert von Wolfgang Amadeus Mozart. Einer abweichenden Zählung zufolge, in der nur die ausschließlich von Mozart selbst stammenden Klavierkonzerte gezählt werden, handelt es sich um das 17. Klavierkonzert des Komponisten.

## Entstehung
Das 23. Klavierkonzert wurde am 2. März 1786 fertiggestellt. Es entstand parallel zur Arbeit an der Oper Die Hochzeit des Figaro. Wie seine Vorgänger seit dem 15. Klavierkonzert gehört es zu den großen Wiener Konzerten, die Mozart für eigene Konzertaufführungen komponierte. Im September 1786 schickte Mozart das Werk zusammen mit einigen anderen Kompositionen an den befreundeten Joseph Maria, den Fürsten von Fürstenberg in Donaueschingen, damit er die Werke aufführen könne.

## Zur Musik

### 1. Satz: Allegro
Der Kopfsatz beginnt mit einem verhaltenen Thema in den Streichern, aus dem sich der heitere Hauptgedanke entwickelt. Ein zweites Thema ist von lyrischerer Natur und hat einen langen Nachsatz. Die nun folgende Soloexposition bringt regelkonform beide Themen wieder, erweitert das erste jedoch ein wenig. Der Übergang zur Durchführung verläuft hingegen nicht ganz regulär ab, da sich gleich zu Beginn ein fast eigenständiges drittes Thema entwickelt. Nahezu die komplette Durchführung verwendet diesen Gedanken mit Variationen und Einwürfen des Klaviers. Auch zum Ende der Reprise taucht dieser Gedanke nun auf, was zeigt, dass Mozart das Formprinzip der Reprise längst freizügiger auslegt und, wie in einigen Konzerten zuvor, die Entwicklungen der Durchführung einbezieht. Ungewöhnlicherweise schrieb Mozart in diesem Konzert die Solokadenz aus. Dies beweist die inhaltlich integrierte Funktion der Kadenz in das Gesamtkonzept des Satzes. Dennoch schrieb Leopold Godowsky eine alternative Kadenz für diesen Satz. Der Satz endet mit einem kurzen Schlussritornell des Orchesters. Dieses Ende wirkt beinahe nebensächlich und endet mit einer kleinen Drehfigur in mezzopiano.

### 2. Satz: Adagio
Das Adagio im Sicilianotakt stellt den emotionalen Mittelpunkt des Werkes dar. Mozart schreibt hier Adagio als Tempobezeichnung vor, was gegen seine eigene Forderung, „in Concerten sollen lauter Andante und keine Adagio sein“, verstößt.
Die Melodie wird vom Soloklavier vorgestellt. Die bei W. A. Mozart seltene Tonart fis-Moll verleiht dem Satz einen besonderen Klang. Das Orchester stimmt in das Thema ein, anschließend intonieren Orchester und Soloklavier in gemeinsamer „Klage“ das Hauptthema. Ein lichterer, zweiter „Gedanke“ in A-Dur wird anschließend von einem Trio aus Flöte und zwei Klarinetten angestimmt und bei seiner Beantwortung vom Soloklavier doubliert. Dieser Umschwung währt jedoch nur kurz, da die Wiederholung des ersten Teils folgt. Das Thema erscheint hier in variierter und erweiterter Form. Bevor die Coda folgt, wird der letzte Teil des Hauptthemas noch einmal von Klavier und Orchester variiert. Es handelt sich also um eine freie Anwendung der dreiteiligen Liedform. Der Satz verklingt mit einigen Piano-Akkorden.

### 3. Satz: Allegro assai
Das sprunghaft einsetzende, optimistische Hauptthema des abschließenden großen Rondos stellt einen großen inhaltlichen Gegensatz zum vorangegangenen Adagio dar. Das Refrainthema besteht aus zwei Themen, die aufeinander folgen. Das erste Couplet bringt einen Gedanken in e-Moll, der schnell nach E-Dur moduliert wird. Es hat einen langen Nachsatz, der aus mehreren Sequenzen gebildet wird. Es folgt eine kurze Wiederkehr des Refrainthemas, das für das zweite Couplet überraschend nach fis-Moll moduliert wird. Auch dieses Thema ist zweiteilig, ein zweiter Teil in D-Dur schließt sich an das Mollthema an. Die folgende Wiederholung des Refrains, bringt nur den zweiten Teil des Themas und leitet sofort zur Wiederholung des ersten Couplets in a-Moll über. Erst danach folgt die Wiederholung des ersten Teils des Refrainthemas. Der ganze abschließende Teil des Satzes arbeitet nun mit diesem Thema, das auch in der Coda verwendet wird.
Der Finalsatz verbindet wie im Klavierkonzert KV 453 die Welt des Konzertes mit einer Buffocoda. Dies könnte durch die gleichzeitige Entstehungszeit des Konzertes mit der Hochzeit des Figaro begründet sein.

## Stellenwert
Das 23. Klavierkonzert KV 488 gehört zu den Klavierkonzerten, die als sinfonische Konzerte Mozarts bezeichnet werden. Eine große Gemeinsamkeit hat es mit den Klavierkonzerten KV 482 und KV 491, da es sich um die einzigen Klavierkonzerte Mozarts handelt, in denen Klarinetten anstelle von Oboen bzw. in KV 491 Klarinetten und Oboen vorgeschrieben sind. Diese drei Konzerte werden deshalb oft als Klarinettenkonzerte bezeichnet. Die Instrumentierung weicht jedoch erheblich von den beiden anderen Konzerten ab, da das Werk eher kammermusikalisch orchestriert ist. Es fehlen Trompeten und Pauken, wie in den früheren kammermusikalischen Konzerten von 1784.
Das Klavierkonzert KV 488 stellt den Inbegriff des klassischen Klavierkonzertes dar und ist eines der berühmtesten Werke Mozarts. Der Klavierpart ist wieder virtuoser gestaltet als im vorhergehenden 22. Konzert. Die formale Anlage des Konzertes ist durchaus fortschrittlich. Im ersten Satz nehmen die einzelnen Bestandteile der Sonatensatzform etwa gleich viel Raum ein. Nur die Reprise ist länger, da in ihr die in der Durchführung erreichten Fortschritte eingearbeitet werden. Dieses Vorgehen weist auf die großen Klavierkonzerte Beethovens und die romantischen Werke dieser Gattung. Zwischen den Sätzen besteht eine enge thematische Bindung, wie sie bisher allenfalls im Klavierkonzert KV 466 zu finden war. Auch dies weist auf die Zukunft des Klavierkonzertes.
Das Klavierkonzert KV 488 ist insgesamt ein Paradebeispiel des späten und reifen Klavierkonzertes Mozarts. Gerade deshalb dürfte es sich heute einer noch größeren Popularität und Beliebtheit als die meisten anderen Konzerte des Komponisten erfreuen.